# Теорема про зміну моменту імпульсу системи
Теорема про зміну моменту імпульсу системи (теорема про зміну кінетичного моменту системи) — одна із загальних теорем динаміки, наслідок законів Ньютона. Пов'язує зміну моменту імпульсу з моментом зовнішніх сил, що діють на тіла, які складають систему. Системою, про яку йдеться в теоремі, може виступати будь-яка механічна система, що складається з будь-яких тіл.

## Формулювання теореми
Моментом імпульсу (кінетичним моментом) механічної системи називають величину, що дорівнює сумі моментів імпульсу (кінетичних моментів) усіх тіл, що входять до системи відносно центра зведення. Головний момент зовнішніх сил, що діють на тіла системи, — це векторна сума моментів усіх зовнішніх сил, що діють на тіла системи відносно центра зведення. Теорема про зміну кінетичного моменту системи стверджує:
Теорема допускає узагальнення на випадок неінерційних систем відліку. У цьому випадку до головного моменту зовнішніх сил необхідно додати головні моменти переносних і коріолісових сил інерції.
Для твердого тіла рівняння {\displaystyle {\frac {d{\vec {L}}_{0}}{dt}}={\vec {M}}^{e}} виражає основний закон динаміки твердого тіла, що обертається навколо нерухомої точки.
У проєкціях на осі нерухомої прямокутної декартової системи координат із початком у полюсі O закон зміни моменту імпульсу має вигляд: {\displaystyle {\frac {dL_{x}}{dt}}=M_{x}^{e},{\frac {dL_{y}}{dt}}=M_{y}^{e},{\frac {dL_{z}}{dt}}=M_{z}^{e}}. Тут {\displaystyle L_{x},L_{y},L_{z},M_{x}^{e},M_{y}^{e},M_{z}^{e}} — моменти імпульсу системи та головні моменти зовнішніх сил відносно відповідних осей координат.
Рівняння динаміки твердого тіла, що обертається навколо нерухомої точки {\displaystyle O}, в жорстко пов'язаній із тілом рухомий системі координат, початок якої в точці {\displaystyle O}, має вигляд: {\displaystyle {\frac {{\tilde {d}}{\vec {L}}}{dt}}={\vec {M}}-{\vec {\omega }}\times {\vec {L}}} . Тут {\displaystyle L} — момент імпульсу тіла, {\displaystyle M} — головний момент прикладених до тіла зовнішніх сил відносно точки {\displaystyle O}, {\displaystyle \omega } — кутова швидкість обертання тіла, {\displaystyle {\frac {{\tilde {d}}{\vec {L}}}{dt}}={\frac {dL_{x'}}{dt}}i'+{\frac {dL_{y'}}{dt}}j'+{\frac {dL_{z'}}{dt}}k'} — відносна похідна за часом від вектора {\displaystyle {\vec {L}}}, {\displaystyle i',j',k'} — орти рухомої системи.
Якщо осі рухомої системи координат збігаються з головними осями інерції тіла в точці {\displaystyle O}, то рівняння руху тіла в проєкціях на ці осі мають вигляд:
{\displaystyle J_{1}{\dot {\omega }}_{1}+(J_{3}-J_{2})\omega _{2}\omega _{3}=M_{1}},
{\displaystyle J_{2}{\dot {\omega }}_{2}+(J_{1}-J_{3})\omega _{3}\omega _{1}=M_{2}},
{\displaystyle J_{3}{\dot {\omega }}_{3}+(J_{2}-J_{1})\omega _{1}\omega _{2}=M_{3}},
де {\displaystyle J_{1},J_{2},J_{3}} — головні моменти інерції тіла в точці {\displaystyle O}, {\displaystyle \omega _{1},\omega _{2},\omega _{3}} — проєкції вектора кутової швидкості тіла на головні осі інерції, {\displaystyle {\dot {\omega }}_{i}={\frac {d\omega _{i}}{dt}},i=1,2,3}, {\displaystyle M_{1},M_{2},M_{3}} — моменти всіх зовнішніх сил відносно тих самих осей (динамічні рівняння Ейлера).

## Доведення
Нехай система складається з {\displaystyle n} матеріальних точок із масами {\displaystyle m_{i}}, швидкостями {\displaystyle {\vec {v}}_{i}} та радіус-векторами відносно початку координат {\displaystyle {\vec {r}}_{i}}. Момент інерції системи відносно початку координат обчислюється за такою формулою: {\displaystyle {\vec {L}}_{0}=\sum _{k=1}^{n}{\vec {r}}_{k}\times m_{k}{\vec {v}}_{k}}. Знайдемо похідну за часом від цієї рівності: {\displaystyle {\frac {d{\vec {L}}_{0}}{dt}}={\frac {d}{dt}}\sum _{k=1}^{n}({\vec {r}}_{k}\times m_{k}{\vec {v}}_{k})=\sum _{k=1}^{n}{\frac {d}{dt}}({\vec {r}}_{k}\times m_{k}{\vec {v}}_{k})=\sum _{k=1}^{n}{\frac {d{\vec {r}}_{k}}{dt}}\times m_{k}{\vec {v}}_{k}+\sum _{k=1}^{n}{\vec {r}}_{k}\times {\frac {d}{dt}}(m_{k}{\vec {v}}_{k})=\sum _{k=1}^{n}{\vec {r}}_{k}\times {\frac {d}{dt}}(m_{k}{\vec {v}}_{k})} . Це випливає з {\displaystyle {\frac {d{\vec {r}}_{k}}{dt}}\times m_{k}{\vec {v}}_{k}={\vec {v}}_{k}\times m_{k}{\vec {v}}_{k}=0}, оскільки {\displaystyle v_{k}m_{k}v_{k}\sin({\vec {v}}_{k},m_{k}{\vec {v}}_{k})=0} . Нехай до {\displaystyle k}-ої точки системи прикладено зовнішні {\displaystyle {\vec {F}}_{k}^{e}} та внутрішні {\displaystyle {\vec {F}}_{k}^{i}} сили. Тоді з другого закону Ньютона випливає: {\displaystyle {\vec {r}}_{k}\times {\frac {d}{dt}}(m_{k}{\vec {v}}_{k})={\vec {r}}_{k}\times {\vec {F}}_{k}^{e}+{\vec {r}}_{k}\times {\vec {F}}_{k}^{i}} . З третього закону Ньютона випливає, що в механічній системі сума моментів внутрішніх сил дорівнює нулю, оскільки для пари точок, що взаємодіють, ці сили напрямлені вздовж прямої, що їх з'єднує (це істотно), рівні за модулем і протилежні за напрямом. Приходимо до твердження теореми: {\displaystyle {\frac {d{\vec {L}}_{0}}{dt}}={\vec {M}}_{0}({\vec {F}}^{e})}.

## Закон збереження моменту інерції системи
З теореми про зміну кінетичного моменту системи випливає, що якщо головний момент зовнішніх сил відносно центра дорівнює нулю, то момент інерції системи відносно того ж центра є сталим за модулем та напрямком {\displaystyle {\vec {L}}_{0}=const}.

Закон збереження моменту імпульсу каже:

## Випадок системи з ідеальними стаціонарними зв'язками
У тих випадках, коли предметом вивчення є лише рух системи, а реакції зв'язків не цікаві, користуються формулюванням теореми для системи з ідеальними стаціонарними зв'язками, яка виводиться з урахуванням принципу д'Аламбера — Лагранжа.

Теорема про зміну кінетичного моменту системи з ідеальними стаціонарними зв'язками стверджує:
Цю теорему можна довести так. Замінюючи в загальному рівнянні динаміки {\displaystyle \sum _{k=1}^{N}({\vec {F}}_{k}-m_{k}{\vec {w}}_{k})\delta {\vec {r}}_{k}=0} приріст {\displaystyle \delta {\vec {r}}_{k}={\vec {i}}\delta \varphi \times {\vec {r}}_{k}}, отримуємо:
{\displaystyle \sum _{k=1}^{N}m_{k}{\frac {d{\vec {v}}_{k}}{dt}}({\vec {i}}\times {\vec {r}}_{k})=(\sum _{k=1}^{N}{\vec {F}}_{k})({\vec {i}}\times {\vec {r}}_{k})}
Внаслідок того, що скалярно-векторний добуток не змінюється за циклічної перестановки множників:
{\displaystyle {\vec {i}}\sum _{k=1}^{N}({\vec {r}}_{k}\times m_{k}{\frac {d{\vec {v}}_{k}}{dt}})={\vec {i}}\sum _{k=1}^{N}({\vec {r}}_{k}\times {\vec {F}}_{k})}
або
{\displaystyle {\vec {i}}{\frac {d}{dt}}\sum _{k=1}^{N}({\vec {r}}_{k}\times m_{k}{\vec {v}}_{k})={\vec {i}}\sum _{k=1}^{N}({\vec {r}}_{k}\times {\vec {F}}_{k}^{ae})}
або
{\displaystyle {\vec {i}}{\frac {d{\vec {L}}_{0}}{dt}}=\sum _{k=1}^{N}mom_{x}F_{x}^{ae}}
або
{\displaystyle {\frac {d}{dt}}({\vec {i}}{\vec {L}}_{0})=\sum _{k=1}^{N}mom_{x}F_{x}^{ae}}.
Підсумковий результат:
{\displaystyle {\frac {dL_{x}}{dt}}=\sum _{k=1}^{N}mom_{x}F_{x}^{ae}}
У формулах використано значки {\displaystyle ^{a}} (активна, тобто така, що не є реакцією зв'язків, сила) і {\displaystyle ^{e}} (зовнішня сила).